# Рябинкино (Ивановский район)
 Рябинкино — деревня в Ивановском районе Ивановской области. Входит в состав Тимошихского сельского поселения.

## География
Находится в центральной части Ивановской области на расстоянии приблизительно 27 км на восток-северо-восток по прямой от вокзала станции Иваново на правом берегу речки Теза.

## История
Деревня уже была на карте 1808 года. В 1859 году здесь (тогда владельческая деревня Шуйского уезда Владимирской губернии) было учтено 8 дворов.

## Население
Постоянное население составляло 60 человек (1859 год), 43 в 2002 году (русские 93 %), 22 в 2010.